# Cratere Schiaparelli (Luna)
Schiaparelli è un cratere lunare di 24,2 km situato nella parte nord-occidentale della faccia visibile della Luna.